# غلاديوس
الغلاديوس (باللاتينية: glădĭus) هي كلمة لاتينية قديمة تعني سيف، ومن الشائع استخدامها حالياً لوصف النوع الرئيسي من السيوف الذي استعمله جنود روما القديمة. عندما بدأت الحضارة الرومانية بدخول الحروب، كان تعتمد للقتال على سيوفٍ تشبه تلك التي استعملها الإغريق القدماء، لكن بدءاً من القرن الثالث قبل الميلاد، تبنَّى الرومان نوعاً جديداً من السيوف أشبه بتلك التي صنعها السلتبرانيون وغيرهم من سكان هسبانيا في تلك الحقبة. لذلك كان يعرف الغلاديوس حينها باسم Gladius Hispaniensis، أي «السيف الإسباني».
بعد إصلاحات غايوس ماريوس في الدولة الرومانية سنة 107 ق م، أصبح العتاد النموذجي لجنديٍِّ في فيلق روماني هو ترس السكوتوم، وحربتا بيلوم خفيفَتان، وأحياناً خنجر بوغيو، وأخيراً سيف الغلاديوس. كان يتم رمي الحراب بدايةً، لتحطيم تروس الأعداء إن أمكن وتشتيت صُفوفهم قبل بدء الاشتباك القريب، والذي كان يتم بسيوف الغلاديوس. بصورةٍ عامة، كان يضع الجندي الترس أمامه لتوفير الحماية، ثم يتقدم ويشقُّ طريقه بالغلاديوس، وعلى ما يبدو أن جميع أنواع الغلاديوس كانت مُصمَّمة لتناسب مهمَّة الاندفاع وسط الأعداء.